# جرائم القتل في شتالاج لوفت 3
جرائم القتل في شتالاج لوفت 3 جرائم حرب ارتكبها أعضاء الغيستابو بعد «الهروب الكبير» لسجناء الحلفاء من معسكر سجن القوات الجوية الألمانية المعروف باسم شتالاج لوفت 3 في 25 مارس 1944. ومن بين الهاربين الـ 76، تمت استعادة 73 فردا، معظمهم في غضون عدة أيام من اهرب، وتم إعدام 50 منهم بناء على أوامر شخصية من أدولف هتلر. نُفذت عمليات الإعدام بإجراءات موجزة في غضون فترة قصيرة بعد الاسترداد.
تم التعبير عن الغضب من عمليات القتل على الفور، سواء في معسكر السجن، بين رفاق السجناء الهاربين وفي المملكة المتحدة، حيث صعد وزير الخارجية أنتوني إيدن في مجلس العموم ليعلن في يونيو 1944 أن المذنبين بما ارتكبته الحكومة البريطانية يشتبه في أنها جريمة حرب «ستقدم إلى العدالة».
بعد استسلام ألمانيا النازية في مايو 1945، شرع فرع الشرطة في القوات الجوية الملكية، الذي كان يخدم فيه الطيارون الخمسون، في تحقيق خاص في عمليات القتل، بعد أن وصف إطلاق النار بأنه جريمة حرب على الرغم من التقارير الألمانية الرسمية أن الطيارين تم إطلاق النار عليه أثناء محاولته الهروب من الأسر بعد الاستعادة. تم إجراء تحقيق موسع برئاسة قائد الجناح ويلفريد باوز (RAF) وقائد السرب فرانك ماكينا من فرع التحقيق الخاص في الأحداث التي أعقبت القبض على الطيارين الـ 73، والذي كان فريدًا لكونه جريمة الحرب الرئيسية الوحيدة التي يتم التحقيق فيها من قبل فرع واحد من الجيش لأي دولة.  :261

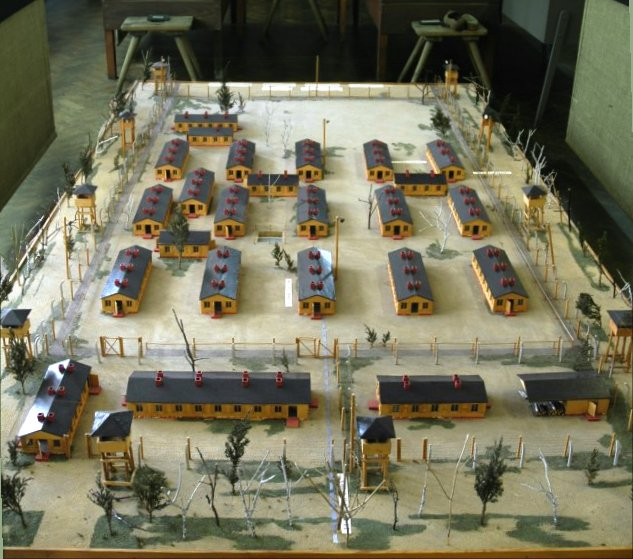
نموذج لمعسكر سجن Stalag Luft III

## جرائم القتل

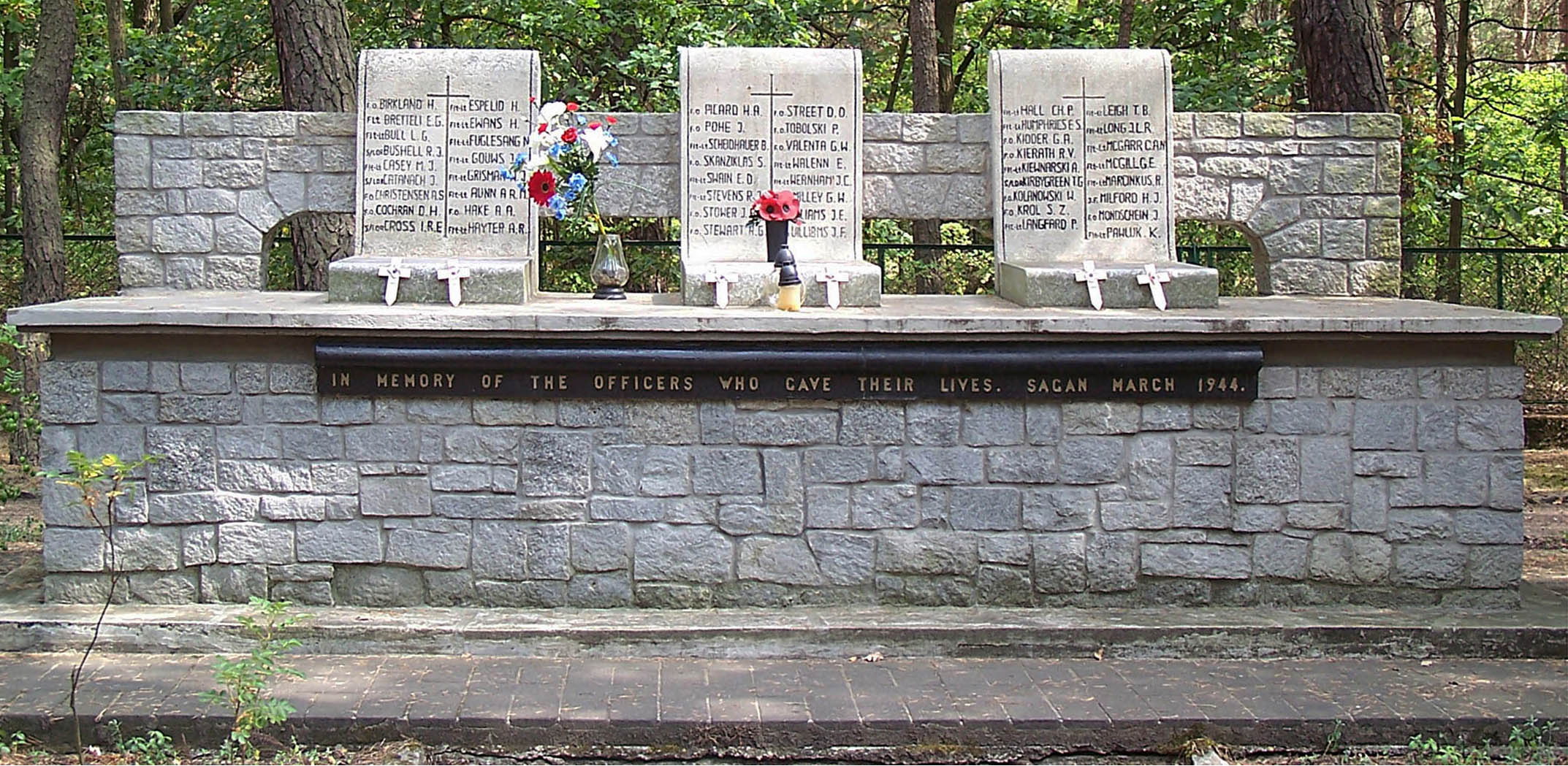
نصب تذكاري لـ "الخمسين" فتيلا

في اليوم التالي للهروب الجماعي من ستالاج لوف الثالث، أعطى هتلر في البداية أوامر شخصية بأن يتم إطلاق النار على كل ضابط تمت استعادته. مارشال الرايخ هيرمان غورينغ، رئيس لوفتفافه وزعيم الرايخ إس إس هاينريش هيملر، رئيس أمن الدولة، والمارشال الميداني فيلهلم كايتل، رئيس القيادة العليا للفيرماخت، الذي كان له السيطرة النهائية على أسرى الحرب، جادلو حول على من تقع مسؤولية الهروب. أشار غورينغ إلى هتلر أن المذبحة قد تؤدي إلى أعمال انتقامية ضد الطيارين الألمان في أيدي الحلفاء. وافق هتلر، لكنه أصر على إطلاق النار على أكثر من النصف، وأمر هيملر في النهاية بإعدام أكثر من نصف الفارين. قام هيملر بتحديد المجموع عند 50. أعطى كيتل أوامر بإحراق الضباط القتلى وإرجاع رمادهم إلى معسكر أسرى الحرب كرادع لمزيد من عمليات الفرار.  :56–57 قام هيملر بإعداد الخدمات اللوجستية لقتل الرجال فعليًا، وتمريرها من خلال مرؤوسيه في الغيستابو. كانت الأوامر العامة هي تسليم الضباط الذين تم الفبض عليهم إلى الشرطة الجنائية، وسيتم تسليم خمسين إلى الغيستابو للقتل. :57